# Nous ne sommes pas des anges (émission de télévision)
Pour les articles homonymes, voir Nous ne sommes pas des anges.
 (octobre 2010).
Si vous disposez d'ouvrages ou d'articles de référence ou si vous connaissez des sites web de qualité traitant du thème abordé ici, merci de compléter l'article en donnant les références utiles à sa vérifiabilité et en les liant à la section « Notes et références ».
Nous ne sommes pas des anges est une émission de télévision diffusée en direct sur Canal+ de septembre 2004 à juin 2006 et présentée par Maïtena Biraben. Elle est alors remplacée par l'émission En aparté, présentée par Pascale Clark.

## Synopsis
Cette émission de mi-journée occupe la plage en clair de Canal+. Elle succède à des programmes adoptant un peu le même ton : La Grande Famille, de 1991 à 1997, Tout va bien en 1997-1998, Un autre journal de 1998 à 2000, Gildas et Vous en 2001-2002, La vie en clair en 2003-2004. La faible audience de cette case explique la succession des émissions. Reconduite en septembre 2005, Nous ne sommes pas des anges a mieux résisté que les émissions précédentes.
Le ton général se veut pratique, utile, rieur, pertinent et impertinent. Néanmoins, en janvier 2006, l'émission connaît un tournant : les thèmes traités sont beaucoup plus sociologiques.
L'émission a connu une valse de chroniqueurs. Eric Roux présente la rubrique cuisine de septembre à décembre 2005. Vladimir Donn y fait une brève apparition à l'automne 2004. Tania de Montaigne, qui alterne télévision et scène, est présente irrégulièrement. Laurent Thessier, le chroniqueur musical, ne reste que quelques mois. William Carnimolla, chroniqueur mode, et Nathalie Iannetta ne sont pas reconduits en 2005.
Plusieurs chroniqueurs disparaissent début 2006, comme Matthieu Delormeau, le chroniqueur « argent », ou Salvatore Viviani, le chroniqueur sicilien spécialisé dans la mode.
De même, Xavier de Moulins, qui dressait un portrait de l'invité du jour, en le terminant par « ... n'est pas un ange, et ça tombe plutôt bien » quitte l'émission en janvier 2006. En janvier 2006, Caroline Roux, venue d'Europe 1, rejoint l'émission.
Les deux chroniqueurs constants sont Daphné Bürki, la chroniqueuse mode et déco, et Jean-François Kervéan, chroniqueur people et littéraire, écrivain et journaliste à Voici, qui a participé à la rédaction du livre autobiographique de Loana Petrucciani, Miette.
Les journalistes qui présentent le flash d'information de 12h45 sont tout d'abord Marie Drucker en 2004-2005, puis Harry Roselmack en 2005-2006, jusqu'à son départ pour TF1 en tant que joker de Patrick Poivre d'Arvor. Charlotte Le Grix de La Salle a officié pendant les absences d'Harry Roselmack.